# Duncan Dhu
Duncan Dhu est un groupe de rock espagnol, originaire de Saint-Sébastien. Formé en 1984, ses membres originaux étaient Mikel Erentxun (chanteur et guitariste), Diego Vasallo (chanteur et bassiste), et Juan Ramón Viles (batterie). Depuis 1989, il est composé des deux premiers.
Le nom du groupe fait référence à un personnage de Enlevé !, un roman de 1886 de Robert Louis Stevenson. Dans ce document, Duncan Dhu était à la tête d'un clan écossais qui fascinait Erentxun à cette époque. Le groupe se sépare en 2001 mais revient 12 ans plus tard pour un ultime album, El Duelo, sorti en 2013.

## Histoire

### 1984—2001
Le groupe est formé en 1984 par trois amis de Saint-Sébastien, en Espagne, Mikel Erentxun, Diego Vasallo et Juan Ramón Viles,. Mikel vient d'un groupe appelé Los Aristogatos et les deux autres de Los Dalton. Comme tout groupe de cette période, ils commencent à jouer dans différents cafés et petites salles pour peu ou pas d'argent, avec un style rockabilly, très éloigné du rock basque radical habituel de l'époque (curieusement, ils partageront leur manager avec Kortatu). Ils se font appeler Duncan Dhu, d'après un personnage des Aventures de David Balfour (Enlevé !) (1886) de Robert Louis Stevenson, un chef de clan écossais qui avait fasciné Mikel à l'époque.
Ils offrent leurs premiers concerts dans certains bars de Saint-Sébastien, dont le premier au bar Txirristra. En 1985, ils signent leur premier contrat d'enregistrement avec le label GASA, en apportant deux chansons (Mi amor et Bésame mucho). En 1985, ils enregistrent leur premier album, Por tierras escocesas. Et un an plus tard, Canciones  (tous deux produits par Paco Trinidad), avec lesquels ils atteignent une grande popularité et ont réussi à vendre plus de 175 000 exemplaires. Sa chanson Cien gaviotas a été déclarée single de l'année par de nombreuses radios. Cela a été suivi en 1987 par l'album El Grito del tiempo, avec 400 000 exemplaires vendus, ce qui en a fait le groupe espagnol le plus vendu cette année-là, avec des singles comme En algún lugar où Una calle de París. Sur cet album, le producteur Paco Trinidad décide que Duncan Dhu ne devrait pas enregistrer l'instrumentation, ce qui créera de grandes tensions entre le producteur et le groupe. Le reste est enregistré en studio par des musiciens tels que Luis Lozano et Enrique Mateu. À la suite des confrontations qui ont surgi, la relation avec Paco Trinidad se rompt après l'enregistrement de cet album.
En 1989, ils publient Grabaciones olvidadas, qui contient des faces B et des chansons inédites. Pendant ce temps, le trio devient un duo après le départ de Juan Ramón Viles. Les relations avec Juan s'étaient considérablement détériorées. Mikel et Diego ont allégué comme raison le manque d'intérêt de Juan pour les répétitions et son départ d'un concert parce qu'il n'avait pas envie de jouer. Cependant, Mikel et Diego l'ont invité à participer à l'aspect commercial, ce qu'il a refusé. Toujours en 1989, Duncan Dhu publie le double album Autobiografía. Après la sortie de l'album, Duncan Dhu entame une tournée de plus de 100 concerts en Espagne, et des performances internationales.
En 1991, après une pause, Duncan Dhu revient sur la scène musicale avec Supernova, un album dans lequel ils orientent leur son vers des rythmes funky, une programmation et une musique plus dansante. En 1992, ils jouent dans le concert avec le plus grand public de l'histoire de la pop espagnole avec 120 000 personnes à l'exposition universelle de Séville. Plus tard, les chemins musicaux solo de Mikel et Diego commencent à les éloigner peu à peu, et les rumeurs de séparation ne s'arrêtent pas car il n'y a aucune nouvelle d'un prochain album en préparation. Cependant, en 1994, Mikel et Diego se retrouvent et enregistrent Piedras. Un album composé de onze chansons (six de Mikel et cinq de Diego). Une fois la tournée terminée après la parution de Piedras, Duncan Dhu publie en 1995 un album intitulé Teatro Victoria Eugenia. Il s'agit d'un double album live enregistré au Théâtre Victoria Eugenia, célébrant le 10e anniversaire du groupe. Le premier album présente les tubes du duo en format acoustique, tandis que le deuxième album traite de neuf chansons au son plus brut et rock. Teatro Victoria Eugenia se démarque remasterisation post-enregistrement ou de retouche en studio.
Depuis, ils se sont davantage concentrés sur leur carrière solo, sans oublier la compilation de la compilation 1985-1998 Collection, avec 350 000 doubles exemplaires vendus qui en ont fait la compilation la plus vendue de la pop espagnole à l'époque[réf. nécessaire]. Cet album comprend quatre titres inédits enregistrés au son austère, dans lesquels les voix de Mikel et Diego balancent la vedette. Cependant, en 2001, Duncan Dhu surprend les locaux et les étrangers avec un album d'adieu intitulé Crepúsculo, un recueil de 21 chansons inédites, réparties en deux albums (le second d'entre eux intitulé Crudités).

### Retour
Après la « dissolution » de Duncan Dhu, Diego et Mikel ont entretenu une relation d'amitié, qui s'est traduite par une collaboration : Diego chante avec Mikel la chanson El Club de las horas contadas dans le live qu'Erentxun a publié sous le titre Tres noches en el Victoria Eugenia à la mi-2008. Ils ont également revu Juan lors de divers événements, avec lesquels ils semblent avoir enterré les anciens conflits.
le 27 août 2013, après 12 ans et plus de 3 millions d'albums vendus[réf. nécessaire], Duncan Dhu annonce la sortie de son dernier album intitulé El Duelo,,, et une tournée à cette occasion.

## Style musical
Le style musical initial du groupe était basé sur un pop rock acoustique et simple avec des touches de rockabilly qui contrastaient avec le rock radical de la scène du moment. Pour AllMusic, leuralbum Canciones est une « fusion rare et fascinante d'influences américaines et espagnoles, un croisement entre le flamenco et le rockabilly qui rapproche Memphis de Madrid. »

## Membres
- Mikel Erentxun - chant, guitare
- Diego Vasallo - guitare
- Juan Ramón Viles - batterie

## Discographie

### Albums studio
- 1985 : Por tierras escocesas
- 1986 : Canciones
- 1987 : El Grito del tiempo
- 1989 : Grabaciones olvidadas
- 1989 : Autobiografía
- 1991 : Supernova
- 1994 : Piedras
- 2001 : Crepúsculo
- 2013 : El Duelo

### Compilations
- 1998 : Colección 1985-1998
- 2005 : 20 años de canciones

### Albums live
- 1995 : Teatro Victoria Eugenia